# Goudelancourt-lès-Berrieux
Goudelancourt-lès-Berrieux é uma comuna francesa na região administrativa de Altos da França, no departamento de Aisne. Estende-se por uma área de 5,54 km². Em 2010 a comuna tinha 57 habitantes (densidade: 10,3 hab./km²).